# Балтаджиева, Мария
Мария Ангелова Балтаджиева (18 августа 1932, Неврокоп — 8 марта 2023, Пловдив) — болгарский учёный и изобретатель в сфере технологии производства молока и молочных продуктов. Академик Болгарской академии наук (2015).

## Биография
Родилась 18 августа 1932 года в Неврокопе. Окончила Высший институт пищевой промышленности в Пловдиве в 1958 году, получила квалификацию инженера-технолога по специальности «Технология молока и молочных продуктов».
Кандидат технических наук (1968). Доктор технических наук (1985).
В Университете пищевых технологий (УПТ): декан (1972—1978), проректор (1987—1999), руководитель кафедры технологии молока и молочных продуктов (1980—1992; 1995—2000). Профессор с 1987 года.
Помимо Университета пищевых технологий преподавала в Аграрном университете (Пловдив), Фракийском университете (Стара-Загора). Почётный. Почётный доктор УПТ (2013), Академии сельского хозяйства (2015).
Член-корреспондент БАН с 2004, академик с 2015.
Кавалер ордена «Святые Кирилл и Мефодий» 1 степени. Внесена в Золотую книгу первооткрывателей и изобретателей Болгарии (болг. Златната книга за откриватели и изобретатели на България), обладательница золотого значка «Почётный изобретатель».
Академик Мария Балтаджиева умерла 8 марта 2023 года в Пловдиве. В память об учёном Университет пищевых технологий основал именную стипендию.

## Научная деятельность
Под руководством Балкаджиевой разработаны и внедрены ряд оригинальных технологий производства твёрдых, полутвёрдых и мягких сыров, способ производства брынзы без холестерина, пробиотические продукты для диетического и лечебного питания и др. Основатель и многолетний руководитель (2000—2017) специализированной научно-производственной лаборатории молока и молочных продуктов «ЛБ-ЛАКТ» на базе выделенных ею болгарских штаммов молочнокислых бактерий.

### Некоторые труды
Мария Балкаджиева — автор многочисленных публикаций и учебников, обладатель патентов и авторских свидетельств.
- Технология на млякото и млечните консерви : учебник. — Пловдив : ВИХВП, 1981.
- соавт. Саханеков Х. Л. Технология на млечните продукти: масло, сирене, вторични млечни продукти: учебник. — София : Земиздат, 1985. — 232 с.
- соавт. Славчев Г. Книга за саламуреното сирене. — София : Асоц. на млекопрераб. в България, 2003. — 138 с.